# Dwór w Marczowie
Dwór w Marczowie – zabytkowy dwór wybudowany w miejscowości Marczów.
Dwór to obecnie dom mieszkalny nr 108 z XVIII w., przebudowany w  XIX w.

## Przypisy

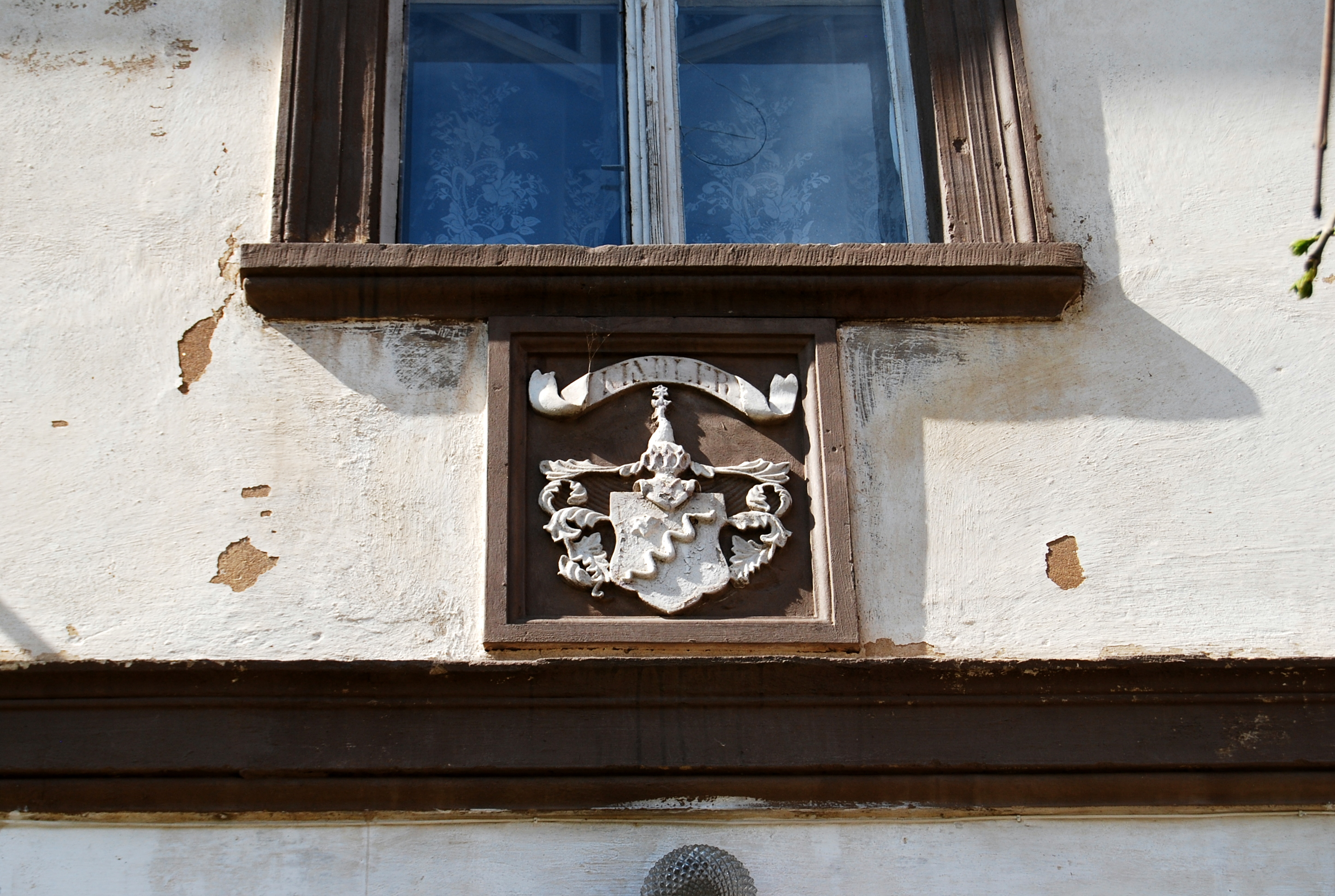
Herb